# آن هوارد بيلي
آن هوارد بيلي (بالإنجليزية: Anne Howard Bailey)‏ هي واضعة كلمات الأوبرا وكاتبة سيناريو أمريكية، ولدت في 26 يوليو 1924، وتوفيت في 23 نوفمبر 2006 بسبب قصور القلب.

## وصلات خارجية
- آن هوارد بيلي على موقع IMDb (الإنجليزية)
- آن هوارد بيلي على موقع قاعدة بيانات الفيلم (الإنجليزية)
- آن هوارد بيلي على موقع كينوبويسك (الروسية)